# アドルフ・ライナッハ
アドルフ・ベルンハルト・フィリップ・ライナッハ（Adolf Bernhard Philipp Reinach、1883年12月23日 – 1917年11月16日）は、ドイツの哲学者、法理学者、ミュンヘン学派現象学者。言語行為論（オースティン、サール）を先取りした研究を行った。
ユダヤ教からキリスト教ルター派への改宗ユダヤ人。一級鉄十字章受章。第一次世界大戦で戦死。

## 生涯
1883年12月23日、マインツのユダヤ人家庭に生れる。
マインツのオステルギムナジウム（Ostergymnasium）在学時にプラトンに興味を持つ。1901年、ミュンヘン大学入学。テオドール・リップスに師事し、心理学と哲学を専攻する。リップス門下では、モーリッツ・ガイガー（Moritz Geiger）、オットー・セルツ（Otto Selz）、アロイス・フィッシャー（Aloys Fischer）、特にヨハネス・ダウベルト（Johannes Daubert）と知り合う。1903/ 4年以降、彼はエトムント・フッサールの著作、特に『論理学研究』（Logische Untersuchungen）にますます傾倒していった。
1904年、学位論文「Über den Ursachenbegriff im geltenden Strafrecht」（刑法における原因の概念について）」によりミュンヘン大学哲学博士。指導教員はリップス。1905年、彼はまだミュンヘンで学業を続け（その間にアレクサンダー・プフェンダーとも親交を深めていた）、法学博士を取得するつもりであったが、その後ゲッティンゲン大学でフッサールのもとで学ぶことにした。この時期、ダウベルトが率いるフッサールの著作に触発されたリップスの弟子たちがミュンヘンを捨ててゲッティンゲンに向かうことを決めた（これは英語で「Munich invasion of Göttingen」と呼ばれる）。
1905年、ミュンヘン大学に戻って法学を修め、1906-07年にはテュービンゲン大学で研究を続けた。法理論家エルンスト・ベリングの刑法に関する講義やセミナーに何度か出席し、大きな感銘を受け、後の著作の多くのインスピレーションを得た。1907年の夏には法学の第一次試験を受けたが、その後ゲッティンゲン大学に行き、フッサールとの討論会に参加した。
フッサールの支援を受けて、ライナッハは1909年にゲッティンゲン大学でハビリテーションを受ける。彼の講義や研究からは、当時、彼がフッサールから明らかに大きな影響を受けていたことに加えて、アントン・マーティやダウベルトからも影響を受けていたことがわかる。ライナッハはその講義で何人かの若い現象学者ヴィルヘルム・シャップ（Wilhelm Schapp）、ディートリヒ・フォン・ヒルデブラント、アレクサンドル・コイレ、エディット・シュタインに影響を与えたようである。現象学入門のほか、プラトンやカントの講義も行った。
この時期、フッサールは主著である『論理学研究』の全面的な改訂に着手し、ライナッハに協力を求めた。1912年、ライナッハはガイガー、アレクサンダー・ファインダー（Alexander Pfänder）とともに、フッサールを主編集者として『Jahrbuch für Philosophie und phänomenologische Forschung』を創刊した。
ライナッハは、現象学と哲学全般での業績に加えて、J・L・オースティンとジョン・サールによる言語行為論の前身を発展させたことでも知られている『Die apriorischen Grundlagen des bürgerlichen Rechtes』は、パフォーマティヴな言語行為としての社会的行為と、民法のアプリオリな基礎を体系的に扱ったものである。ライナッハの研究は、主に『論理学的考察』におけるフッサールの意味分析に基づいているが、それに対するダウベルトの批判にも基づいている。ファインダーも同時期に命令や約束などに関する研究を行っていた。
フッサールが1913年に『イデーン』（Ideen）を出版した際、多くの現象学者がフッサールの新しい理論に批判的な立場を取り、ライナッハやダウベルトらが初期フッサールのの『論理学研究』に近い立場を選んだため、ミュンヘン学派現象学の潮流が事実上生まれた。フッサールの後を追って観念論や超越論的現象学に進むのではなく、ミュンヘン学派は実在論を維持した。
妻と共にユダヤ教からルター派に改宗した。
第一次世界大戦時に軍に志願した。多くの戦役で敢闘し、鉄十字章を受章する。1917年11月16日、フランドル地方ディクスムイデ郊外で戦死した。享年33。
ライナッハの遺稿はエディト・シュタインによって整理された。ライナッハは死の直前、今後は人を神に導く手段としてのみ哲学を教えると語っていたが、それはこれらの著作にも反映されていた可能性がある。シュタインはライナッハの未亡人の諦観と信仰に感銘を受け、キリスト教徒となり、数年後にカルメル会修道女となった。

## 主な著作
- Über den Ursachenbegriff im geltenden Strafrecht Leipzig: J. A. Barth 1905, English translation: "On the Concept of Causality in the Criminal Law," Libertarian Papers 1, 35 (2009).
- "William James und der Pragmatismus," in Welt und Wissen. Hannoversche Blätter für Kunst, Literatur und Leben  (198): 45–65 1910.
- "Kants Auffassung des Humeschen Problems" in Zeitschrift für Philosophie und philosophische Kritik 141: 176–209 1911.
- "Die obersten Regeln der Vernunftschlüsse bei Kant" in Kant Studien 16: 214–233 1911.
- Zur Theorie des negativen Urteils. in Münchener Philosophische Abhandlungen. Festschrift für Theodor Lipps.  Ed. A. Pfänder. Leipzig: J. A. Barth 1911. pp. 196–254
- "Die Überlegung: ihre ethische und rechtliche Bedeutung I" in Zeitschrift für Philosophie und philosophische Kritik 148: 181–196 1912.
- "Die Überlegung: ihre ethische und rechtliche Bedeutung II" in Zeitschrift für Philosophie und philosophische Kritik 149: 30–58 1913.
- "Die apriorischen Grundlagen des bürgerlichen Rechtes" in Jahrbuch für Philosophie und phänomenologische Forschung  1: 685–847 1913.
  - Also as a special edition (Sonderdruck), Verlag von Max Niemeyer, Halle a. d. S. (pp. 1–163), 1913.
  - Re-edited as: "Zur Phänomenologie des Rechts. Die apriorischen Grundlagen des bürgerlichen Rechts" (with a preface by Anna Reinach) Munich, Kösel, 1953.
- "Paul Natorps 'Allgemeine Psychologie nach kritischer Methode'" in Göttingische gelehrte Anzeigen  4: 193–214 1914.

His collected works: Sämtliche Werke. Kritische Ausgabe mit Kommentar (in two volumes) München: Philosophia Verlag 1989. Eds. K. Schuhmann & B. Smith. Some on-line texts and translations of works by Reinach are available here.